# HK Возничего
HK Возничего (лат. HK Aurigae) — одиночная переменная звезда в созвездии Возничего на расстоянии (вычисленном из значения параллакса) приблизительно 3823 световых лет (около 1172 парсеков) от Солнца. Видимая звёздная величина звезды — от +15,4m до +13,6m.

## Характеристики
HK Возничего — красная пульсирующая медленная неправильная переменная звезда (LB) спектрального класса M3. Эффективная температура — около 3293 К.